# Tibor Szamuely

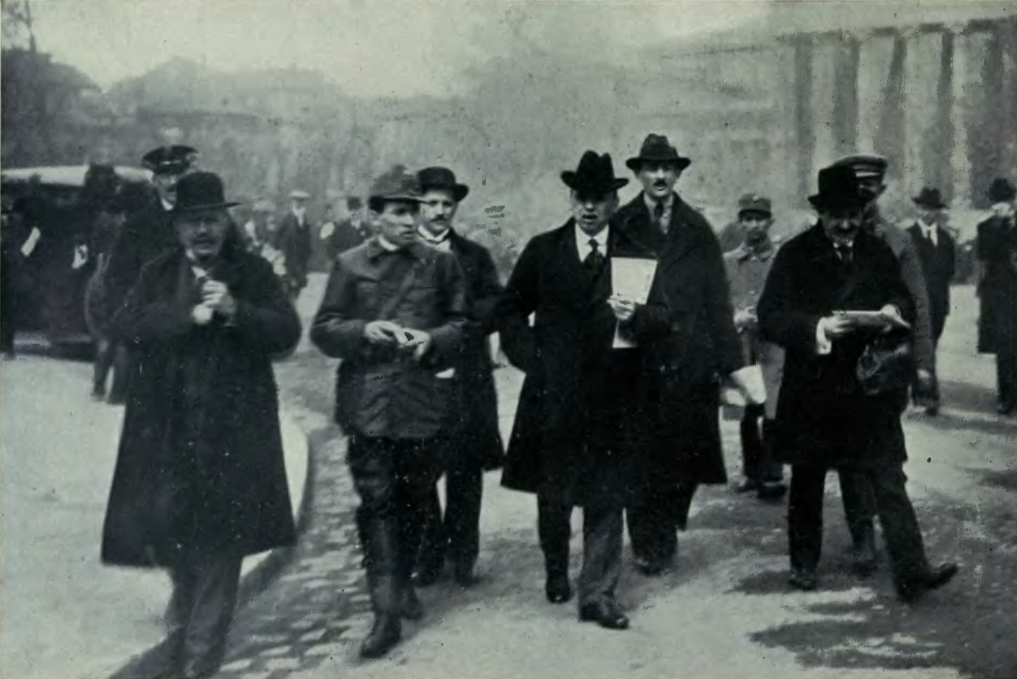
Béla Kun i Tibor Szamuely. Budapeszt, 1 maja 1919.

Tibor Szamuely (ur. 27 grudnia 1890 w Nyíregyházie, zm. 2 sierpnia 1919 w Wiener Neustadt) – węgierski polityk komunistyczny i dziennikarz.
Szamuely urodził się w żydowskiej rodzinie i dołączył do Węgierskiej Partii Socjaldemokratycznej w młodym wieku. Podczas I wojny światowej został wzięty do niewoli i spędził dwa lata w rosyjskich obozach jenieckich. W tym samym czasie zainteresował się komunizmem; po zakończeniu I wojny światowej wraz z Bélą Kunem kierował grupą komunistycznych węgierskich jeńców wojennych w Moskwie i brał udział w wojnie domowej po stronie komunistów. Następnie Szamuely przebywał w Niemczech i uczestniczył w powstaniu Spartakusa w styczniu 1919. Po jego upadku powrócił na Węgry i objął kierownicze stanowisko w nowo utworzonej Komunistycznej Partii Węgier.
Po utworzeniu Węgierskiej Republiki Rad w 1919 r. Szamuely objął funkcję komisarza ds. edukacji, a następnie jako komisarza ds. wojskowych. Był jednym z najbardziej radykalnych przywódców Republiki i działał na rzecz natychmiastowego stłumienia wszystkich działań kontrrewolucyjnych. Po obaleniu Republiki przez rumuńskie wojsko, Szamuely próbował uciec do Austrii, ale został aresztowany przez austriackie służby graniczne, a następnie zamordowany lub popełnił samobójstwo.